# Nozem

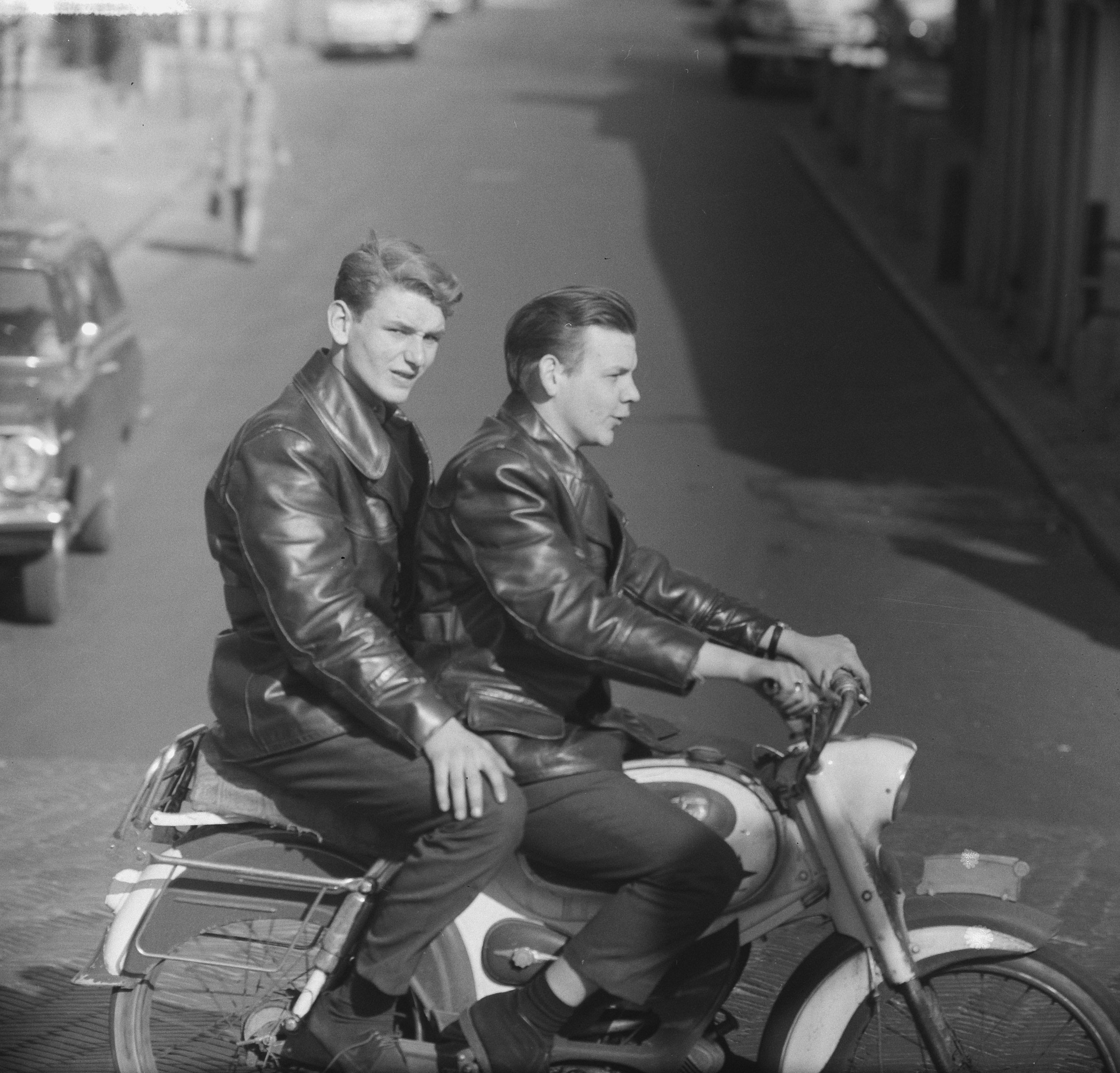
Nozems sur un cyclomoteur

Les nozems étaient une sous-culture néerlandaise équivalente aux Teddy Boys en Angleterre ou aux blousons noirs en France. Le mouvement Provo lui succéda.
Les nozems étaient vêtus de jeans et de blousons en cuir, écoutaient du rock 'n' roll et se réunissaient près de snack-bars sur leurs cyclomoteurs.